# Новые Лупяжи
Новые Лупяжи — деревня в Спасском районе Рязанской области. Входит в Перкинское сельское поселение.

## География
Находится в центральной части Рязанской области на расстоянии приблизительно 31 км на север-северо-восток по прямой от районного центра города Спасск-Рязанский.

## История
В 1897 году здесь (тогда деревня Спасского уезда Рязанской губернии) было учтено 33 двора.

## Население
Численность населения: 323 человека (1897 год), 14 в 2002 году (русские 100 %), 6 в 2010.